# Gaussův integrál

Graf funkce a plochy mezi funkcí a osou ; tato plocha se rovná

Gaussův integrál, také známý jako Eulerův-Poissonův integrál či Poissonův integrál, je integrál Gaussovy funkce {\displaystyle e^{-x^{2}}} přes celou reálnou osu:
{\displaystyle \int _{-\infty }^{\infty }e^{-x^{2}}\,dx={\sqrt {\pi }}}.
Jména tomuto integrálu dali matematici Carl Friedrich Gauss, Leonhard Euler a Siméon Denis Poisson.

## Výpočet
Integrál Gaussovy funkce označíme {\displaystyle Y}:
{\displaystyle Y=\int _{-\infty }^{\infty }\mathrm {e} ^{-x^{2}}\mathrm {d} x}.
Obě strany rovnice umocníme na druhou, přičemž proměnnou ve druhém integrálu označíme {\displaystyle y}:
{\displaystyle Y^{2}=\int _{-\infty }^{\infty }\mathrm {e} ^{-x^{2}}\mathrm {d} x\int _{-\infty }^{\infty }\mathrm {e} ^{-y^{2}}\mathrm {d} y}.
Součin integrálů odpovídá dvojnému integrálu funkce dvou proměnných, která je součinem původních funkcí:
{\displaystyle Y^{2}=\int _{-\infty }^{\infty }\int _{-\infty }^{\infty }\mathrm {e} ^{-x^{2}}\mathrm {e} ^{-y^{2}}\mathrm {d} x\mathrm {d} y=\int _{-\infty }^{\infty }\int _{-\infty }^{\infty }\mathrm {e} ^{-(x^{2}+y^{2})}\mathrm {d} x\mathrm {d} y}.
Graf této funkce si můžeme představit jako kopec (tvarem připomíná horu Říp) nad rovinou s kartézskými souřadnicemi {\displaystyle (x,y)}. Integrál představuje objem kopce. Jelikož je kopec souměrný podle svislé osy, hodí se k jeho popisu polární soustava souřadnic {\displaystyle (\varphi ,r)}, do kterých funkci přepíšeme:
{\displaystyle Y^{2}=\int _{0}^{2\pi }\int _{0}^{\infty }r\mathrm {e} ^{-r^{2}}\mathrm {d} r\mathrm {d} \varphi =\int _{0}^{2\pi }\mathrm {d} \varphi \int _{0}^{\infty }r\mathrm {e} ^{-r^{2}}\mathrm {d} r}.
Tento integrál už lze jednoduše vyřešit substitucí {\displaystyle u=r^{2}} a jeho hodnota je {\displaystyle \pi }. Odmocněním rovnice dostaneme výsledek:
{\displaystyle Y={\sqrt {\pi }}}.